# Llanfihangel-ar-Arth
Pour les articles homonymes, voir Llanfihangel.
Llanfihangel-ar-Arth est un village et une communauté du Carmarthenshire, au pays de Galles.

## Toponymie
Llanfihangel-ar-Arth signifie « l'église (llan) de saint Michel (Mihangel, avec lénition de la consonne initiale) sur la grande colline (garth) » en gallois. Ce toponyme est attesté pour la première fois en 1291 sous la forme Llanfihangel Orarth.

## Géographie
La communauté comprend aussi les villages d'Alltwalis (en), Dolgran (en), Gwyddgrug (en), New Inn (en) et Pencader (en).

## Démographie
Au recensement de 2011, la communauté de Llanfihangel-ar-Arth comptait 2 213 habitants.